# 明治神宮外苑

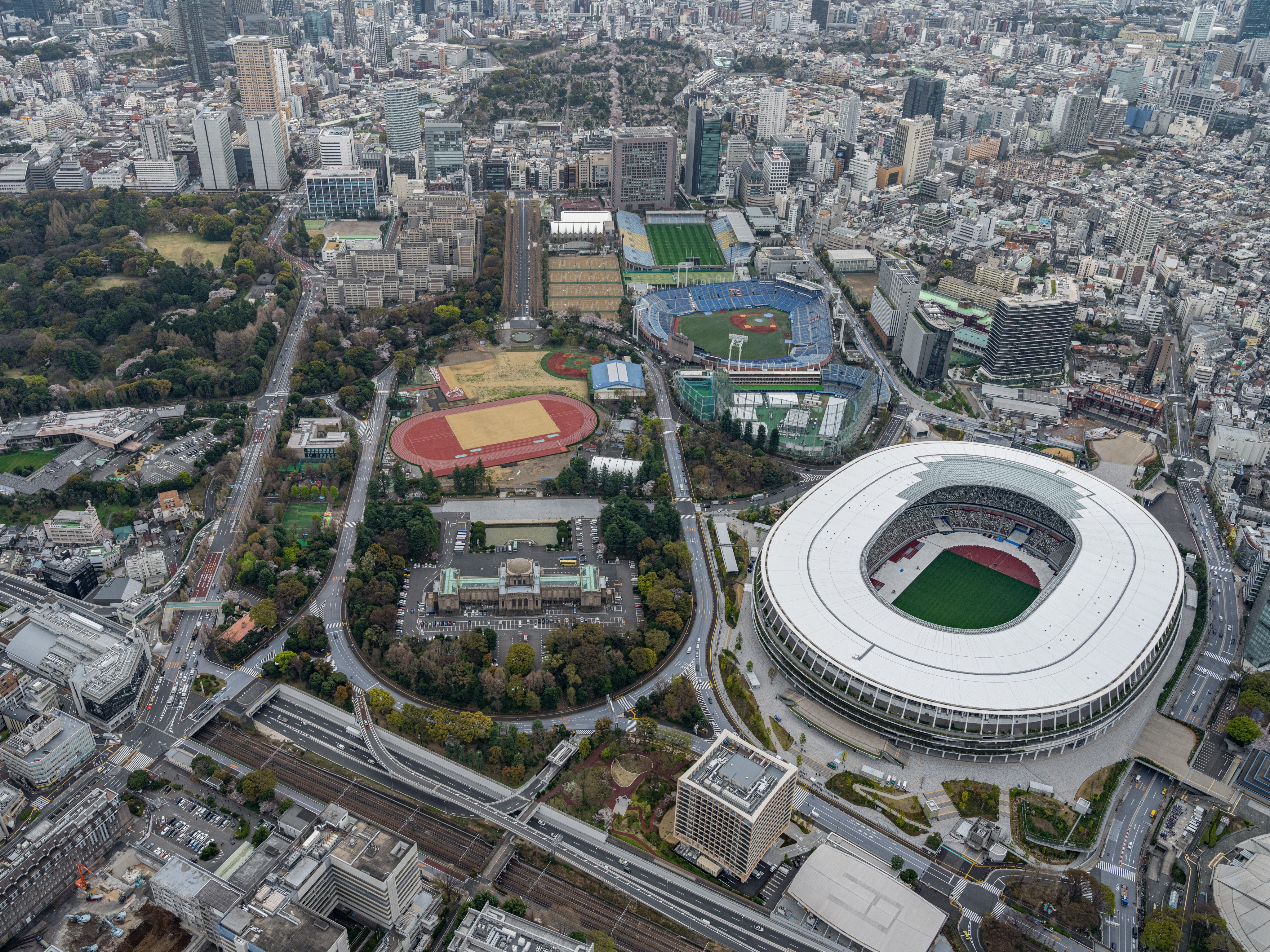
俯瞰明治神宮外苑，攝於2021年3月25日。圖右白色建物為新國立競技場。

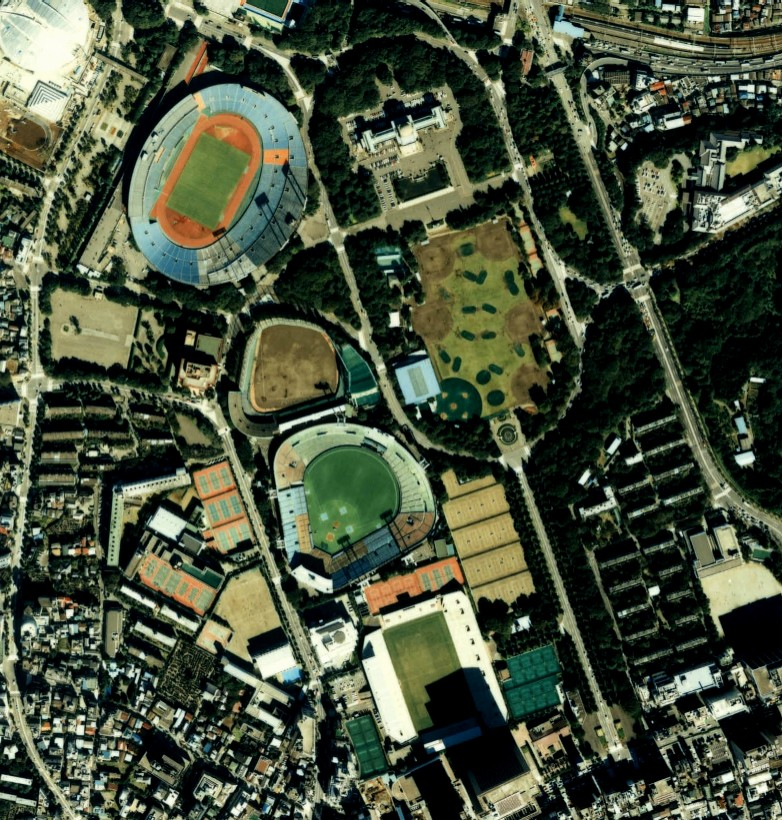
神宮外苑周邊航照圖。1989年度拍攝。導覽圖:File:Jingu gaien air2.jpg。

明治神宮外苑（日语：／ Meiji jingū Gaien */?）是位於日本東京都新宿區霞丘町以及港區北青山（一部份）之間、採西洋風格規劃的庭園。明治神宮擁有神宮外苑66.2%的所有權。

## 特徵
該庭園係以「將明治天皇的業績傳達後世」為宗旨所建造的洋風庭園，相對於內苑（位於代代木的明治神宮）而被稱作外苑。因所屬明治神宮的管轄範圍關係，也被視為神社範圍內的一部分。相對內苑的明治神宮等神社建築風格為基調的建築，外苑的特徵則是「洋風」作為建築基調。通常被簡稱作「神宮外苑」，另外也被異稱為「神宮之杜」，意為「神宮森林」。廣大的佔地面積中，除了種植了許多樹木及知名的銀杏並木大道以外，還有國立競技場、明治神宮棒球場（神宮球場）、秩父宮橄欖球場等建築設施，形成東京都心最大的體育設施聚落。

## 歷史
建築計劃始於明治天皇駕崩之後，於1926年在明治天皇大喪儀的舉辦場地－青山練兵場遺跡建築完成。由明治神宮造營局主任技師折下吉延所設計的銀杏並木大道、聖德紀念繪畫館為中心，整建了明治紀念館、運動場、棒球場等設施。
戰後，銀杏並木的道路用地移交東京都管理，運動場於1964年東京奧運舉辦之際，以「國立競技場」之名移交文部省（今文部科學省）管理、改建。除此之外的區域則仍由明治神宮管理，且作為東京都心的大範圍綠地開放給一般國民進入。特別是銀杏林蔭道已經成為代表東京的林蔭道。

## 主要設施

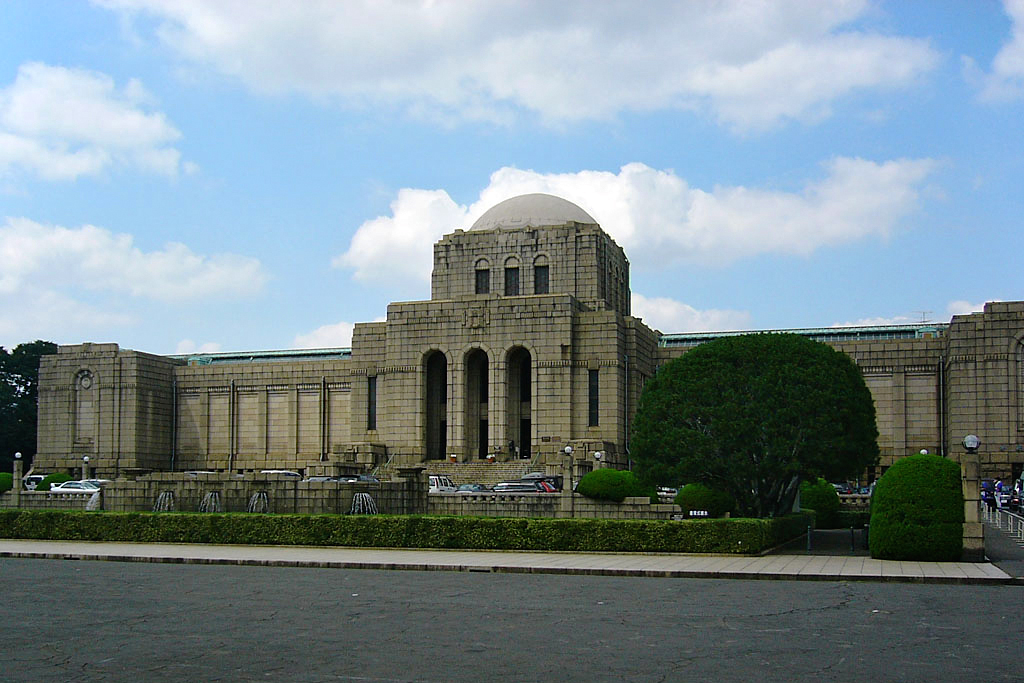
聖德紀念繪畫館

- 聖德紀念繪畫館 - 單單以繪畫館來稱呼稍嫌簡略。原址為明治天皇大喪儀之際建造的葬場殿跡地，於1926年竣工。配合了中央圓頂設計，是神宮外苑內的大型建築之一。內部主要展示著描繪與明治天皇相關的幕末、明治時期的政局相關繪畫。（收費展覽館）
- 明治紀念館 - 因作為明治神宮的結婚儀式使用場地而有名。館區內殘留著創立大日本帝國憲法時使用過的建築遺跡。
- 明治神宮棒球場 - 東京養樂多燕子的根據地，並且也是全日本大學棒球錦標賽的舉辦場地，是為大學棒球的聖地而廣為人知的硬式棒球場。除此之外，早慶戰所代表的東京六大學棒球聯盟和東都大學棒球聯盟的聯合競賽也在此舉辦。另外、神宮第二球場也緊鄰於側。
- 國立競技場 - 最初為明治神宮外苑競技場（日语：明治神宮外苑競技場），戰後移交文部省管理並重新整修，於1958年改建為國立霞丘陸上競技場（舊國立競技場），成為1964東京奧運及1991年世界田徑錦標賽的主場館，之後為了2020東京奧運而三度改建。除了做為上述體育賽事的主場館之外，也因做為國內或國際的職業足球賽事場地而聞名。
- 秩父宮橄欖球場（日语：秩父宮ラグビー場） - 上記國立霞丘競技場的設施之一。從國際賽事到青少年競賽，廣泛地舉辦各階級的橄欖球賽。
- 明治神宮外苑軟式球場 - 位於繪畫館的正面的棒球場。總體而言雖然是同一個場地，但是共被劃有6面球場，大多使用於業餘棒球活動。在這6面球場之中有5面使用天然草皮，由繪畫館朝球場的方向看，最右邊裏側的是唯一使用人工草皮的球場。這塊人工草皮球場被稱為辛夷球場，也是日本職棒東京養樂多燕子隊的練習和集訓時使用的場地（原則上神宮球場的使用權以學生棒球為優先，而第二球場則被當做高爾夫球練習場所使用，因此在學生棒球賽事舉辦期間，職棒球隊實際上無法在此做賽前練習）。
- 兒童遊園 - 有小山丘及木屋等設施，綠意豐饒的付費兒童遊樂園（大人200日圓，兒童50日圓）。另外，該遊園內有繪畫館學員開設的陶藝教室。
- 明治神宮外苑滑冰場 - 全年可使用的室內滑冰場。
- 神宮外苑五人制足球俱樂部 - 神宮外苑所屬五人制足球場地。有千駄谷及信濃町兩個場地。
- 明治神宮外苑網球俱樂部 - 神宮外苑所屬網球俱樂部。1957年設立，有室內及室外兩個場地。
- 明治神宮外苑高爾夫球練習場 - 神宮外苑所屬高爾夫球練習場 。東練習場為獨立的練習場；西練習場則使用了神宮第2球場1壘側一部分的看臺。然而西練習場原則上以業餘棒球為優先使用，如有舉行棒球比賽則為早朝營業，以及業餘棒球的球賽結束之後營業。
- 明治神宮打擊場 - 包含3席左打席，共12打席的打擊中心。
- 明治公園 - 緊鄰神宮外苑的都立公園，不在神宮外苑的管轄範圍內。
- 日本青年館 - 住宿、會議場地設施。非神宮外苑管轄鄰接設施。

### 銀杏並木

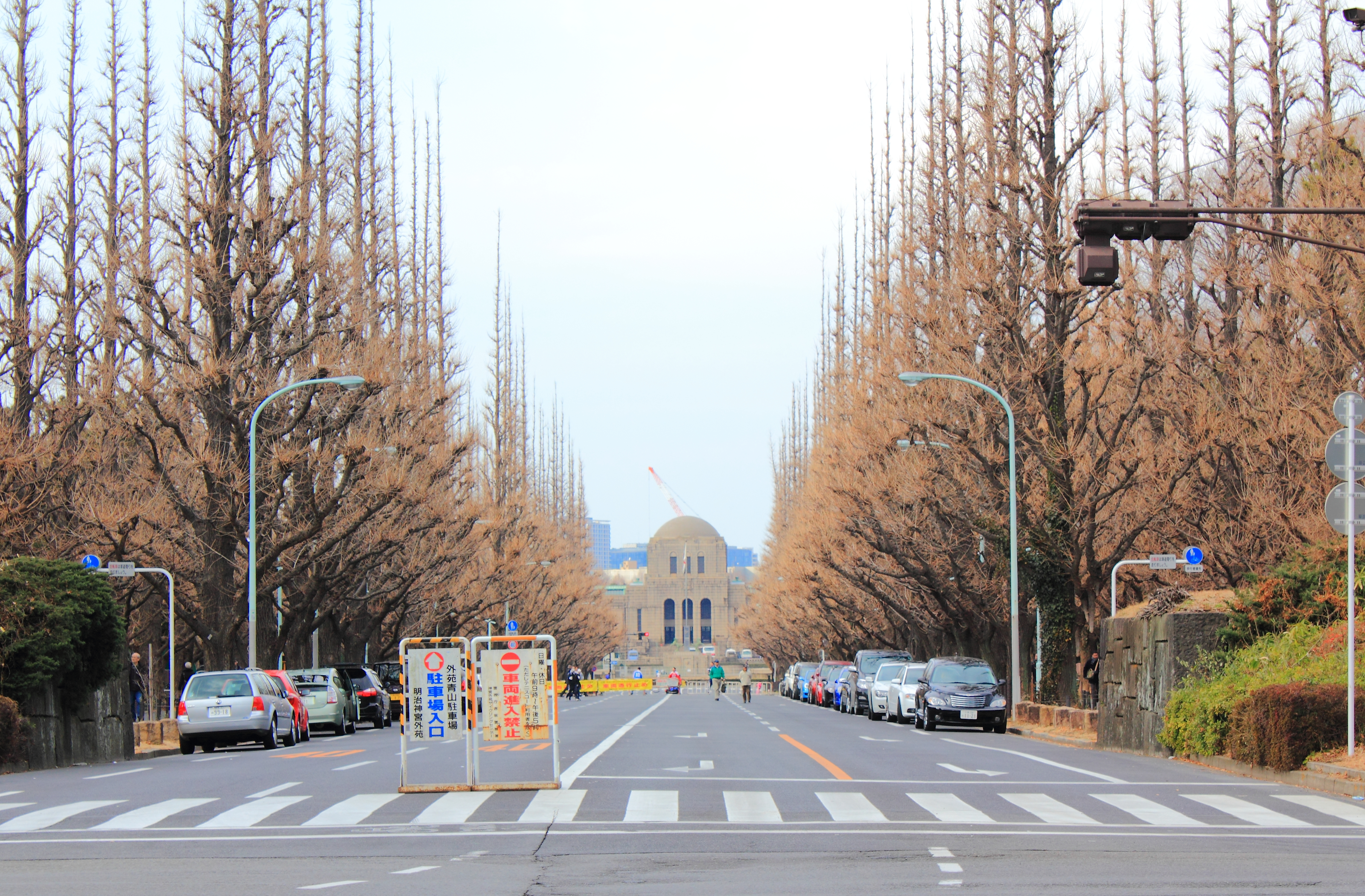
冬季的銀杏木

由青山通至聖德紀念繪畫館之間長300公尺的大道，種植了並列的銀杏樹。每年的11月中旬樹葉開始變色，於11月下旬至12月初時，整片銀杏樹轉為金黃色，為東京著名秋景之一。這些銀杏於外苑完成時種植，營建負責人為藤井真透。

## 外部連結
- 明治神宮外苑官方網站 （页面存档备份，存于）（日語）
- 明治記念館 （页面存档备份，存于）（日語）

1. ↑  WEBリポート 明治神宮外苑の再開発計画が明らかに まちの姿はどう変わる？NHK（2022年5月20日）2022年5月28日閲覧
2. ↑  . note（ノート）.  倉本圭造. 2023-04-30  [2023-09-03] （日语）.